# Notturni (Chopin)
I Notturni di Fryderyk Chopin sono composizioni per pianoforte solista.

## Caratteristiche generali e storia
Nel realizzare questi brani Chopin prese spunto da composizioni che si adattavano facilmente alla sua indole sognante e tipicamente romantica; in un primo momento egli trasse la sua ispirazione dalle opere dell'irlandese John Field considerato l'inventore del notturno pianistico; tuttavia, diversamente da questi, componeva per esprimere le sue più intime sensazioni, piuttosto che per assecondare il pubblico; si distanziò subito dal modello realizzando opere di straordinaria invenzione melodica, con un'innovativa concezione dell'ornamentazione, sempre variata e integrata nella melodia stessa e con un nuovo utilizzo delle modulazioni, spesso ardite e inaspettate.
I Notturni di Chopin sono il trionfo del canto, del bel suono e dell'espressione; esse sono per lo più opere in forma di monodia accompagnata, strutturate in A-B-A a volte con una breve coda con carattere di berceuse.
Il maestro polacco le insegnò spesso ai suoi allievi affinché imparassero che cosa intendesse per suono e per tocco.
Rispetto a quelli di Field, i Notturni di Chopin hanno (spesso, ma non sempre) la peculiarità di avere una struttura importante ed essere divisi in più sezioni tematiche contrastanti: troviamo accostate varie espressioni di stati d'animo (dolci, tenere, sognanti, ma anche intense e violente). Tema ricorrente sono lo spirito polacco e il Belcanto italiano, legati indissolubilmente a tutte le opere del compositore.

### Le opere
Chopin scrisse venti Notturni; il Lento con grande espressione del 1830 è stato erroneamente definito come Notturno e pubblicato postumo dagli editori con il titolo Notturno in Do diesis minore e da allora considerato come ventunesimo.
Il fatto che Chopin abbia pubblicato la quasi totalità dei Notturni composti (18 su 21), indica come questo genere gli riuscisse congeniale. Chopin evitò infatti di pubblicare le opere che non lo convinsero completamente o che comunque non erano meritevoli, dal suo punto di vista, di entrare nella raccolta.

#### Tre Notturni op. 9
I tre Notturni op. 9 sono quelli con cui si aprono generalmente le incisioni: essi sono infatti i primi di cui Chopin curò la pubblicazione nel 1832. Dedicati a Marie Pleyel, ebbero un grande successo presso il pubblico, ma non tra i critici più austeri che pensavano che questi Notturni fossero un oltraggio a Field.

##### Op. 9 n. 1 in Si bemolle minore
Costruito su uno schema ABA', ed avente struttura fieldiana, presenta importanti novità come la tonalità e altri accorgimenti melodici.
Il tema iniziale è semplicemente una scala discendente nella tonalità di impianto e l'accompagnamento si limita a sostenerlo senza emergere troppo. Il tema, molto intimo, viene riproposto varie volte e spesso è variato con delle graziose fioriture che ne esaltano la delicatezza. La sezione “B” (in modo maggiore) è più lunga della prima, ma non ha un carattere totalmente diverso rispetto a questa; differisce per il semplice fatto che la melodia è raddoppiata con l'ottava. Il momento è di sospensione, quasi fuori dal tempo, e raggiunge il suo culmine nell'interludio che precede la riproposizione del tema (parte A').
A chiusura vi è una Coda con una scala discendente di terze e di seconde: essa chiude il Notturno con un accordo (arpeggiato) di Sib Maggiore.

##### Op. 9 n. 2 in Mi bemolle maggiore
Opera di evidente carattere salottiero, si può annoverare fra i pezzi più conosciuti del repertorio pianistico; fu molto apprezzata sia dalla critica che dagli amatori, nonché da Chopin stesso. In essa è ravvisabile più che in altre l'influsso di Field, anzi sembra che Chopin si sia ispirato direttamente a lui.
Il maestro polacco era solito suonarlo variandone gli abbellimenti per renderlo ogni volta nuovo; inoltre lo insegnava ai suoi allievi raccomandandosi di ispirarsi al belcanto italiano, in particolare a Giuditta Pasta, per ottenere il giusto effetto sonoro.
In quattro sottosezioni non contrastanti tra di loro, il Notturno si può considerare in un'unica sezione (A) secondo uno schema tipico del Rondò. Presenta un'esposizione iniziale del tema, una variazione dello stesso seguita da una modulazione in Sib maggiore, una seconda variazione, una nuova modulazione ed infine una Coda finale.

##### Op. 9 n. 3 in Si maggiore
Anche quest'opera presenta una struttura del tipo ABA', ma qui per la prima volta c'è un forte contrasto tra la parte centrale (B) e le altre due. A cambiare non è solo la tonalità, ma anche la scrittura, più densa.
Alla prima parte, dolce e sentimentale, se ne aggiunge una tormentata e inquietante enfatizzata dall'accompagnamento.
Nella ripresa del tema (A') ricompare il motivo d'apertura introdotto da quella che era stata la sua conclusione la prima volta. L'opera si conclude con una piccola coda costituita da un arpeggio per moto contrario.

#### Tre Notturni op. 15
Dedicati a Ferdinand Hiller, sembra siano stati composti intorno al 1831-33.

##### Op. 15 n. 1 in Fa maggiore
La melodia iniziale, molto particolare e che differisce dalle precedenti, ha forti richiami a canti popolari polacchi; è molto semplice, priva di abbellimenti, priva di sentimentalismi e sostenuta da un accompagnamento di terzine.
La struttura è quella classica ABA' che Chopin utilizzerà per gran parte di queste opere: al tema lineare iniziale (a cui si è accennato sopra) fa seguito un episodio violento in cui la mano sinistra, partendo da un gruppetto, scende velocemente per poi risalire altrettanto rapidamente fino alla tonica, ribattuta due volte; la destra, dal canto suo, accentua questa situazione di profonda inquietudine eseguendo tremoli di quarte, di quinte e di seste.
La ripresa ripete il tema d'apertura con qualche leggera variante.

##### Op. 15 n. 2 in Fa diesis maggiore
Il motivo d'apertura è piuttosto semplice: ricorda un passo dell'Ouverture del Coriolano di Beethoven ed ha fortissimi richiami al belcanto italiano. È un tipico tema chopiniano.
Esso viene proposto dapprima in modo molto lineare, e poi via via variato e arricchito con abbellimenti (come esempio in tal senso si consideri il gruppo di 4 note discendenti di battuta n. 1, poi riproposte come una quintina a battuta n. 3).
L'opera segue la struttura ABA': unitamente al già citato tema di apertura presenta una parte centrale più veloce (doppio movimento) costituita da un tema puntato, arricchito da una fascia mediana di quintine e da un accompagnamento sincopato. Nella ripresa si ritrova il tema iniziale accorciato e variato con leggerissimi abbellimenti in note reali.

##### Op. 15 n. 3 in Sol minore
Secondo una tradizione si pensa che l'ispirazione per questo Notturno derivi dalla partecipazione ad una rappresentazione teatrale dell'Amleto di Shakespeare. In effetti sin da bambino Chopin era stato molto interessato al teatro ed era egli stesso un ottimo attore, nonché imitatore. Essendo rimasto colpito dall'opera shakespeariana, pare che il musicista abbia apposto il motivo di ispirazione all'inizio del manoscritto originale, cancellandolo in seguito non essendo un amante della musica a programma.
Comunque sia il corale centrale, indicato come Religioso, potrebbe essere un particolare molto significativo di questa influenza letteraria.
Il tema iniziale si ripete per ben quattro volte uguale nella prima parte e variato nella seconda, come fosse un dialogo fra due persone. La seconda sezione in Fa maggiore (il corale religioso) è basata su una serie di accordi affidati alla destra e sostenuti da singole note, eseguite dalla sinistra nella parte medio-grave della tastiera. Essa chiude il notturno. La parte finale in sol maggiore infatti, non presenta grossi contrasti con la seconda, dunque il Notturno si può pensare secondo uno schema AB.

#### Due Notturni op. 27
Furono composti circa due anni dopo i tre dell'op. 15, dunque intorno al 1834-1835

##### Op. 27 n. 1 in Do diesis minore
È considerato da alcuni musicologi uno dei migliori esempi del genere.
L'opera si apre con due battute costituite dal solo accompagnamento in doppie terzine, introducendo l'atmosfera tipica di questo genere di composizioni.
Il tema viene ripetuto ogni volta con una leggera variazione fino ad arrivare ad un punto in cui, per la durata di due misure, arpeggi eseguiti da ambedue le mani creano un forte senso di sospensione. A questo punto inizia il “Più mosso” con ritmo ternario, in cui la destra esegue un tema raddoppiato con l'ottava mentre la sinistra un cupo accompagnamento di terzine. La tensione, enfatizzata anche dalle indicazioni (appassionato, sempre più stretto e forte, crescendo e accelerando) arriva al suo culmine sul fff, a cui succede una sezione sempre agitata ma “sotto voce”. Dopo di questa, un crescendo incalzante sostenuto da una serie di tremoli di sinistra conduce ad un ff. Da qui la sinistra scende velocemente al basso con un passo di ottave, riprendendo l'andamento del tema iniziale e chiudendo in Do diesis maggiore, con andamento di Berceuse, il pezzo cominciato in Do diesis minore. Anche questa composizione dunque, si può considerare secondo un'architettura tripartita ABA'.

##### Op. 27 n. 2 in Re bemolle maggiore
Legato alla fine del precedente (Re bemolle maggiore è enarmonico di Do diesis maggiore con cui termina il n. 1), riscosse notevole successo tra il pubblico e tra i critici.
Anche questo inizia con il solo accompagnamento di andamento fluente, tuttavia già dalla seconda misura comincia il tema. È facile, ascoltandolo, notare similitudini con la Consolazione n. 3 che Liszt scriverà alcuni anni più tardi nella stessa tonalità e con un accompagnamento simile, nonché con la parte centrale del valzer op. 64 n. 2 di Chopin stesso.
Diviso in tre parti (non secondo lo schema ABA') presenta per tre volte il tema iniziale, variato ad ogni ripresa con leggerissimi abbellimenti; ognuna delle tre sottosezioni non ha dunque grosse differenze con le restanti due. Dopo la terza riproposizione del tema, ha inizio una coda che conduce alla conclusione dell'opera tramite una discesa cromatica. Il Notturno si chiude con una scala di seste affidata alla destra.

#### Due Notturni op. 32
Risalenti al periodo tra il 1836-1837, sembrano essere ispirati a modelli fieldiani.

##### Op. 32 n. 1 in Si maggiore
Presenta una struttura di tipo AB, analoga a quella dell'op. 15 n. 3; alla prima parte ne succede una più lunga che sembra ispirata a questa.
Un trillo (analogo ad uno precedente) anticipa un inaspettato accordo accompagnato da alcuni Fa gravi ribattuti. L'atmosfera cupa così creata sembra anticipare una Coda burrascosa: essa interrompe il carattere cantabile dell'opera che, quasi inaspettatamente, si chiude in modo minore.

##### Op. 32 n. 2 in La bemolle maggiore
Il pezzo comincia con due lente battute introduttive; subito dopo inizia il tema (con l'indicazione sempre legato e piano). La prima sezione è molto cantabile e presenta un uso assai misurato dell'ornamentazione. La parte centrale, essendo l'architettura della forma ABA', è fortemente contrastante con il primo tema: più agitata, presenta un andamento incalzante, accentuato dal ritmo in 12/8. Questo carattere aumenta la sua intensità verso la fine della sezione, sia grazie alla sonorità (ff) che al crescendo a fine frase.
La ripresa si differenzia da quelle sinora viste poiché, pur avendo materiale tematico identico a quello del tema d'apertura, presenta un carattere totalmente diverso. La tensione della parte centrale infatti, viene scaricata nella nuova sezione A', recante la dicitura '’appassionato'’. Dopo essersi progressivamente distesa, l'atmosfera torna ad essere quella iniziale e il Notturno finisce come era iniziato.

#### Due Notturni op. 37
Furono composti tra il 1838 e il 1839, ma vennero pubblicati solo nel giugno del '40. Riscossero i favori della critica e in particolar modo di Schumann che li recensì positivamente:

##### Op. 37 n. 1 in Sol minore
Il tema d'apertura è una melodia molto cantabile, tipica di queste composizioni; Chopin raccomandava di renderla servendosi di un solo dito (di solito il terzo) che è più adatto a rendere un suono pieno, ma delicato.
La prima parte è ripetuta con piccole varianti e ornamentazioni, in misura inferiore rispetto alle opere precedenti (cfr. recensione di Schumann). Data la sua struttura ABA', dopo una ripetizione della parte iniziale (lievemente variata), si passa alla sezione B. Essa è un corale costituito da una serie di accordi in stile organistico, simile a quello dell'op. 15 n. 3, ma non reca l'indicazione “religioso”.
La ripresa è un po' accorciata rispetto alle precedenti e il Notturno si chiude in accordo maggiore.

##### Op. 37 n. 2 in Sol maggiore
Scritto a Nohant, per via del suo andamento sembra sia stato ispirato dal soggiorno a Maiorca.
Presenta una struttura simile a quella del Rondò, avendo un'architettura del tipo ABAB. Ad un primo tema di tipo strumentale se ne affianca uno di tipo cantabile, dall'andamento cullante sullo stile di una Barcarola. I due motivi si alternano per due volte fino a giungere ad una breve conclusione.
Ad ogni riproposizione i due temi sono sapientemente modificati, sia nella melodia, che nell'accompagnamento. La prima sezione è divisa in due parti: ad un tema iniziale ne viene affiancato un altro modificato, ma con lo stesso accompagnamento. La seconda sezione presenta una fascia acuta simile ad un canto, mentre la terza propone il tema d'apertura uguale nella prima parte (con un accompagnamento diverso) e modificato nella seconda. Infine la quarta sezione, sensibilmente più breve delle altre, si risolve in una piccola conclusione che riporta alla mente il secondo tema.

#### Due Notturni op. 48
Pubblicati nel 1841, rappresentano una delle vette dell'arte compositiva di Chopin. Niente qui è lasciato al caso: dalla nota, al segno, all'indicazione agogica.

##### Op. 48 n. 1 in Do minore
Ha un'architettura di tipo ABA'. La prima sezione è divisa a sua volta in due periodi ed è cantabile, pur non essendo ispirata al belcanto. Il primo dei due vede l'alternarsi di semifrasi composte da due misure ciascuna, mentre il secondo inframmezza il tema principale con la sua ripetizione.
Da rilevare che anche qui Chopin consigliava di utilizzare il terzo dito per rendere al meglio la delicata melodia.
Data la sua struttura, l'opera presenta una sezione assai contrastante con il resto. Essa inizia con una serie di accordi (sullo stile di un corale) che superano l'estensione di un'ottava e sono spesso arpeggiati. L'aumentare della tensione è sottolineato da scale cromatiche in doppie ottave che, inframmezzando gli accordi iniziali, giungono ad un fortissimo accordo di Do maggiore cui seguono tre discese.
La ripresa risente del nuovo clima che si è creato e ripropone dunque il tema iniziale in movimento doppio e con l'aggiunta di una fascia sonora mediana ed una inferiore. Il carattere di questa ripresa, con un raffinatissimo passaggio psicologico, è la diretta conseguenza del travolgente passaggio di ottave della parte centrale B e quindi la stessa melodia che in A era lirica e contemplativa in A', sostenuta da un romanticissimo accompagnamento di accordi ribattuti, acquista un carattere di appassionata partecipazione fino alla espressiva cadenza d'inganno della battuta 72.

##### Op. 48 n. 2 in Fa diesis minore
Si presenta nella ricorrente forma ABA'. Una prima sezione, aperta da due misure introduttive, propone un tema continuamente modificato e che procede senza soluzione di continuità. La melodia, in ritmo binario, crea un piacevole contrasto con l'accompagnamento ternario. Da notare l'uso molto parco degli abbellimenti.
La parte centrale in Reb maggiore è caratterizzata da un insieme di tensioni espressive e distensioni, tra loro alternate e di diverso andamento; esse sono poi variate o ripetute.
La ripresa, piuttosto accorciata, lascia spazio alla Coda. Quest'ultima è costituita da una scala cromatica discendente, da una serie di trilli, e infine da una scala ascendente che chiude l'opera sull'accordo di Fa diesis maggiore.

#### Due Notturni op. 55
Composti nell'estate del 1843, sono dedicati a Jane Wilhelmine Stirling, un'allieva del maestro polacco.

##### Op. 55 n. 1 in Fa minore
La sezione iniziale si può considerare divisa in quattro temi. Al primo, costituito da quattro semifrasi (simili tra loro tranne l'ultima) succede il secondo, che si basa su elementi presentati in precedenza. La riesposizione, più corta e variata nella seconda parte, cede il passo ad un'ultima sezione che richiama il tema precedente.
La parte mediana propone reminiscenze del secondo tema.
La ripresa è molto corta; conduce ad una Coda costituita da scale cromatiche e arpeggi che chiudono il Notturno in Fa maggiore.

##### Op. 55 n. 2 in Mi bemolle maggiore
Il lento movimento e il suo dolce ritmo donano un'atmosfera del tutto particolare a quest'opera.
Si può dire che qui Chopin abbia dato il meglio di sé, avendo come base l'esperienza maturata con le numerose composizioni già in repertorio. Da questo punto in poi il musicista polacco si comincia a servire del contrappunto libero. La costruzione del Notturno si può ritenere del tipo AA' più Coda.
Il tema è tipico chopiniano, ma con delle novità. Quasi verso il termine dell'esposizione della melodia principale, alle due voci iniziali se ne aggiunge una terza che scompare improvvisamente per poi ricomparire più tardi come contrappunto.

#### Due Notturni op. 62
Composti nel 1846, sono gli ultimi ad essere stati pubblicati per interessamento dello stesso Chopin.
Furono dedicati alla von Konneritz, sua allieva.
In essi traspare un'atmosfera molto intima e lirica. L'armonia e l'uso del contrappunto sono portati a livelli superiori.

##### Op. 62 n. 1 in Si maggiore
Del classico tipo ABA', la prima sezione è costituita da due temi facenti largo uso del contrappunto. Essa è divisa in tre parti: un tema principale inframmezzato da un secondo ed una riproposizione del primo con qualche variante. Singolare il fatto che il tema principale sia arricchito con una serie di trilli durante la seconda esposizione
La parte centrale si può considerare un'unica melodia di stile cantabile: essa viene proposta una prima volta e poi ripetuta. Successivamente, partendo da un ornamento, la melodia scende per circa due ottave secondo una scala che si risolve in un arpeggio. Infine, sempre con l'ausilio di abbellimenti, si arriva alla Coda.

##### Op. 62 n. 2 in Mi maggiore
La prima sezione ha un carattere tranquillo e si divide in due parti. Il nuovo modo di comporre è ravvisabile già nella prima delle due: tema molto elegante e lirico, non di ispirazione belcantistica, che dà conto di una nuova concezione melodica e musicale.
Alla prima sezione, di andamento tranquillo, ne succede una più mossa e agitata, su tre fasce sonore e con ritmo sincopato. Le due sezioni si alternano reciprocamente per due volte, la seconda volta fortemente accorciate.

#### Notturno op. 72 n. 1 in Mi minore
Composto nel 1827, ci è pervenuto come opera postuma solo nel 1855.
Esso ha una struttura del tipo AA': a una prima parte, fortemente cantabile, semplice ma non banale, fa seguito una brevissima sezione centrale in Si maggiore, considerabile più una transizione verso una ripresa molto passionale.
Pur essendo un'opera giovanile presenta già molte delle caratteristiche dell'arte compositiva di Chopin.

#### Notturno n. 20 in do diesis minore,Lento con gran espressioneop. KK IVa/16
Questa opera, che gode di notevole fama, non è mai stata inclusa da Chopin nella serie dei suoi Notturni né il compositore pensò mai di pubblicarlo e nemmeno lo denominò Notturno, ma Lento.
Il brano fu scritto per omaggiare la sorella Ludwika, ed infatti il fratello gliela spedì da Vienna con dedica. Non è un caso che nella seconda metà del pezzo compaiano temi del concerto per pianoforte e orchestra n. 2 op. 21 e del canto op. 74 n. 1 (Zyczenie): Ludwika apprezzava molto queste opere. Composta nel 1830, è una delle più importanti opere postume del compositore polacco; ma, proprio per il suo carattere informale che presentava accenni a brani scritti precedentemente, Chopin decise di non pubblicarla.
Pur contenendo qualche imprecisione a livello strutturale, essa rispetta la tipica forma ABA': ad una breve introduzione succede un tema, affidato alla mano destra, e sostenuto da un discreto accompagnamento di crome per la sinistra. Dopo una ripetizione di quest'ultimo, con uno sviluppo diverso dal precedente, si apre la sezione "B" costituita, in successione, dai già citati temi del concerto per pianoforte e del Canto. A questo punto si ha una ripresa del tema iniziale. Esso comincia in maniera analoga al tema A, quindi prende le mosse da questo giungendo prima ad un appassionato e, successivamente, a una Coda. Quest'ultima è costituita da quattro scale rapidissime (scritte in notine) che somigliano a delicati vocalizzi canori.
L'opera termina in tonalità di Do# maggiore dopo un breve arpeggio per moto contrario.

#### Notturno in Do minore op. KK IVb/8
Pubblicato nel 1938, è una composizione piuttosto breve realizzata probabilmente prima di tutti gli altri Notturni, o forse, come ritengono altri studiosi, verso il 1837.
L'incertezza strutturale è un valido motivo per ritenerla un'opera di gioventù: essa si può ricondurre alla forma ABB', ovvero una seconda sezione ripetuta con qualche leggera variante.
Il semplice tema, in Do minore, si ripete alcune volte finché non subentra la sezione B in Fa minore. Dopo una breve transizione, quest'ultima viene riproposta nella tonalità iniziale (Do minore).

## Interpreti
Molti pianisti si sono cimentati nell'incisione dei Notturni, spesso insieme ad altre opere, meno frequentemente in integrali dedicati.
Alcune produzioni notevoli dei Notturni:
- Krystian Zimerman ha inciso alcuni Notturni per la Deutsche Grammophon.
- Vladimir Ashkenazy è stato autore di una monumentale incisione dell'intera opera per piano solo di Chopin, realizzata per la London/Decca.
- Arthur Rubinstein ha inciso l'integrale su dischi di vinile.
- Daniel Barenboim ha inciso l'integrale per la Deutsche Grammophon.
- Nel 2005 Maurizio Pollini ha inciso l'integrale per la Deutsche Grammophon. L'incisione gli ha valso il Grammy Award per la “Miglior interpretazione strumentale solista”.
- Ivan Moravec ha inciso l'integrale dei Notturni per la Supraphon, esecuzione ritenuta indimenticabile.